# پیتر دو
پیتر دو (دانمارکی: Peter Due؛ زادهٔ ۲۲ سپتامبر ۱۹۴۷) قایقران قایق بادبانی اهل دانمارک است.